# Klemen Čebulj

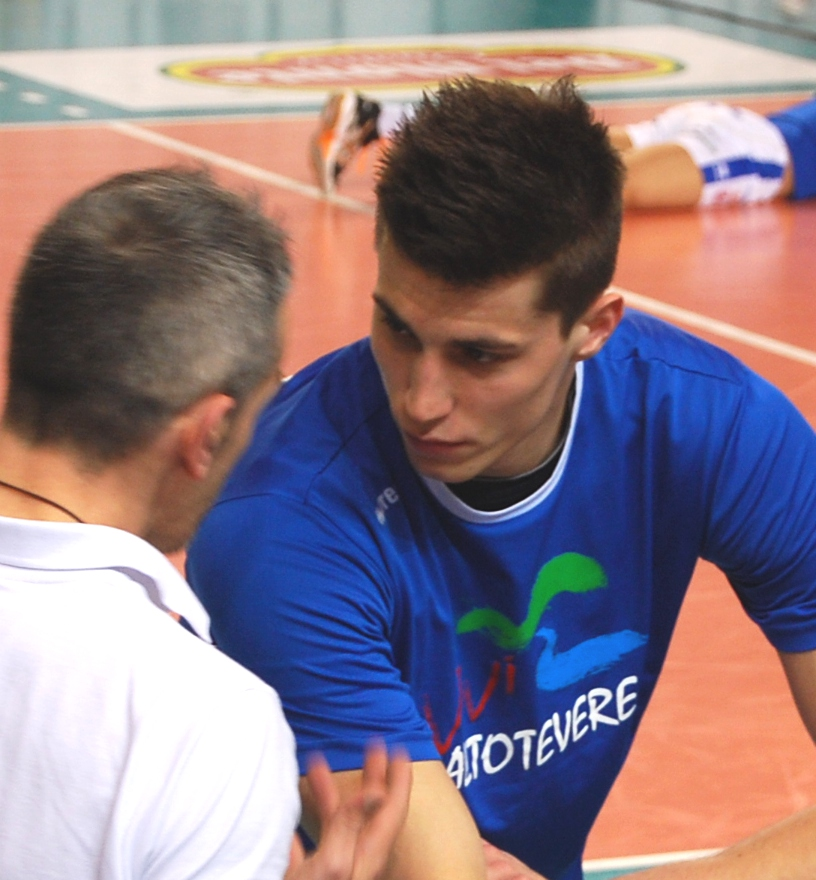
Klemen Čebulj zawodnikiem Altotevere San Giustino

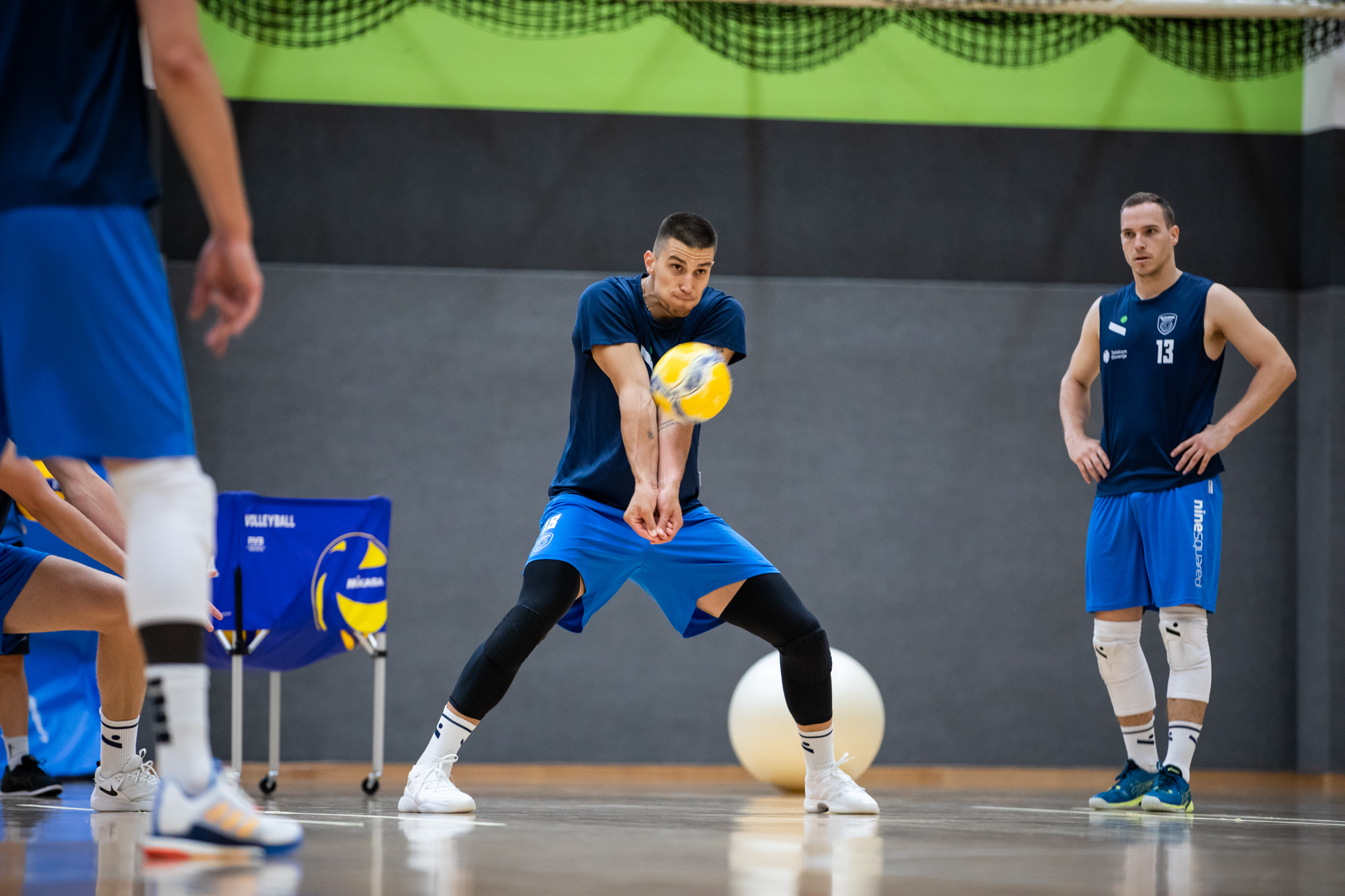
Klemen Čebulj podczas treningu na zgrupowaniu reprezentacji Słowenii w lipcu 2022 roku

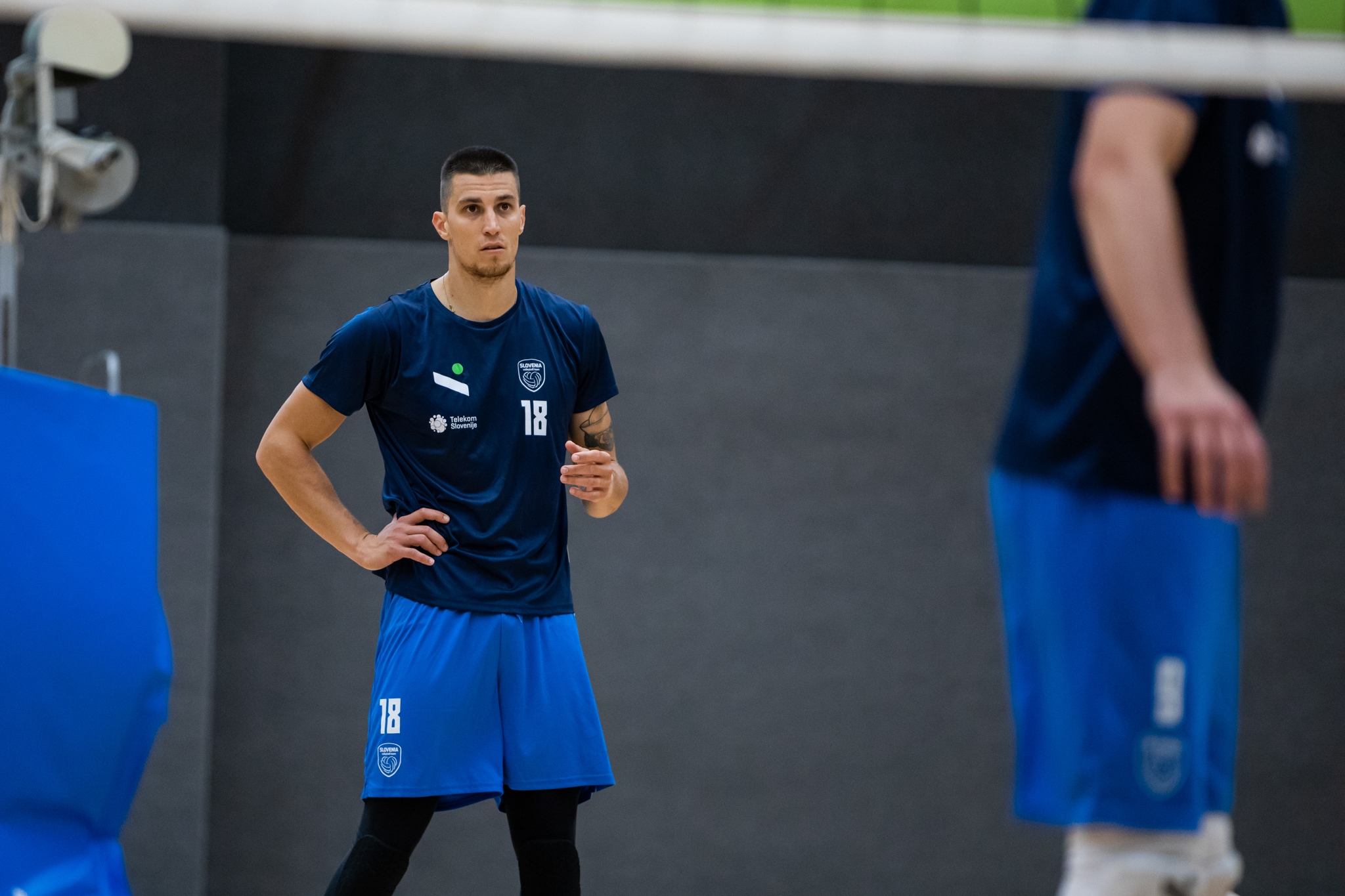
Klemen Čebulj podczas treningu na zgrupowaniu reprezentacji Słowenii w lipcu 2022 roku

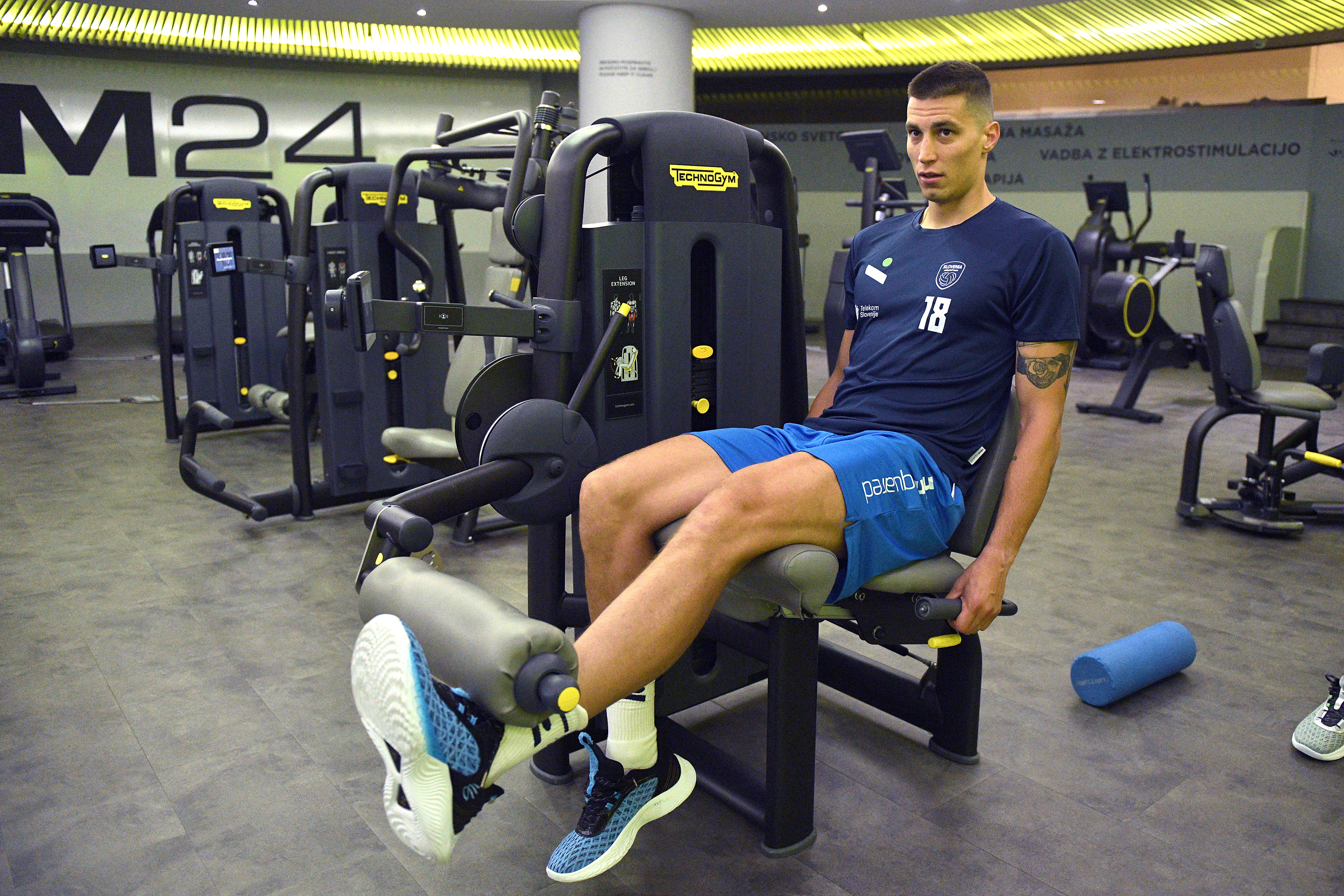
Klemen Čebulj na siłowni na zgrupowaniu reprezentacji Słowenii, 05.08.2022

Klemen Čebulj (ur. 21 lutego 1992 w Slovenj Gradcu) – słoweński siatkarz, reprezentant kraju, grający na pozycji przyjmującego.
8 lipca 2016 roku wziął ślub z narzeczoną Sarą, a 26 sierpnia urodził się mu syn - Louis.

## Przebieg kariery
| Lata                      | Klub                    |                   |                   |                   |                   |                   |                   |                   |                   |                   |
| kariera juniorska         | kariera juniorska       | kariera juniorska | kariera juniorska | kariera juniorska | kariera juniorska | kariera juniorska | kariera juniorska | kariera juniorska | kariera juniorska | kariera juniorska |
| ------------------------- | ----------------------- | ----------------- | ----------------- | ----------------- | ----------------- | ----------------- | ----------------- | ----------------- | ----------------- | ----------------- |
| 2007–2008                 | Fužinar Metal Ravne     |                   |                   |                   |                   |                   |                   |                   |                   |                   |
| kariera seniorska         |                         |                   |                   |                   |                   |                   |                   |                   |                   |                   |
| 2008–2011                 | OK Fram                 |                   |                   |                   |                   |                   |                   |                   |                   |                   |
| 2011–2012                 | ACH Volley Lublana      |                   |                   |                   |                   |                   |                   |                   |                   |                   |
| 2012–2013                 | Altotevere San Giustino |                   |                   |                   |                   |                   |                   |                   |                   |                   |
| 2013–2015                 | CMC Rawenna             |                   |                   |                   |                   |                   |                   |                   |                   |                   |
| 2015–2017                 | Cucine Lube Civitanova  |                   |                   |                   |                   |                   |                   |                   |                   |                   |
| 2017–2018                 | Revivre Milano          |                   |                   |                   |                   |                   |                   |                   |                   |                   |
| 2018–2019                 | Shanghai Golden Age     |                   |                   |                   |                   |                   |                   |                   |                   |                   |
| 2019–2019 (od 07.03.2019) | Revivre Axopower Milano |                   |                   |                   |                   |                   |                   |                   |                   |                   |
| 2019–2020                 | Itas Trentino           |                   |                   |                   |                   |                   |                   |                   |                   |                   |
| 2020–                     | Asseco Resovia Rzeszów  |                   |                   |                   |                   |                   |                   |                   |                   |                   |

## Sukcesy klubowe
Puchar Słowenii:
- 2012

Liga słoweńska:
- 2012

MEVZA - Liga środkowoeuropejska:
- 2012

Liga Mistrzów:
- 2016, 2017

Puchar Włoch:
- 2017

Liga włoska:
- 2017

Liga chińska:
- 2019

Liga polska:
- 2023[1]

Puchar CEV:
- 2024[2]
- 2025[3]

## Sukcesy reprezentacyjne
Igrzyska Śródziemnomorskie:
- 2009

Liga Europejska:
- 2015
- 2011

Mistrzostwa Europy:
- 2015, 2019, 2021
- 2023[4]

## Nagrody indywidualne
- 2015: Najlepszy przyjmujący Ligi Europejskiej
- 2019: Najlepszy siatkarz Słowenii w 2019 roku
- 2020: Najlepszy siatkarz Słowenii w 2020 roku[5]
- 2021: Najlepszy siatkarz Słowenii w 2021 roku[6]